# EOS Holding
Die EOS Holding SA mit Sitz in Lausanne ist eine schweizerische Holdinggesellschaft, die Beteiligungen an Energieversorgungsunternehmen hält. Sie ging 2002 aus der Energie Ouest Suisse (abgekürzt EOS) hervor. 

## Geschichte
1919 wurde von regionalen Elektrizitätswerken in der Westschweiz, darunter auch diejenigen der Städte Lausanne und Genf die Energie de l'ouest-suisse gegründet mit dem Ziel die Wasserkraft der Region besser zu nutzen. Das erste Projekt war der Bau einer 130 kV Hochspannungsleitung zwischen Lausanne und Genf, damit die Elektrizitätswerke Lausanne und die Société Romande d'Électricité überschüssige Energie an Genf abgeben konnten. Für die Versorgung der Westschweiz mit elektrischer Energie mussten in den Walliseralpen neue Wasserkraftwerke gebaut werden, deren Energie mit ebenfalls zu bauenden Hochspannungsübertragungsnetzen in die Westschweiz gebracht wurde. In den 1940er-Jahren reichte das Netz der EOS bereits nach Frankreich, in den 1950er-Jahren wurde Italien mit einer Leitung über den Simplonpass erschlossen. 1961 geht die Anlage Grande Dixence in Betrieb, eine der grössten Speicherkraftwerksanlagen der Schweiz. 2006 übernimmt EOS die Aktienmehrheit an Motor-Columbus. 2009 legt die 2002 gegründete EOS Holding SA ihre bisherigen Aktivitäten mit denjenigen von Atel zusammen, woraus die Alpiq entsteht. Die neue Gesellschaft wird zum grössten Schweizer Energieversorger an dem die EOS Holding SA einen Anteil von 31,4 % hält.

## Aktionäre
Das Aktienkapital der EOS Holding SA wird von folgenden fünf Aktionären gehalten: 
| Romande Energie Holding SA           | 28,72 % |
| Services Industriels de Genève (SIG) | 23,02 % |
| Groupe E SA                          | 22,33 % |
| Services industriels de Lausanne     | 20,06 % |
| Forces Motrices Valaisannes SA (FMV) | 5,87 %  |